# Bartın (província)
Bartın és una petita província del nord de Turquia, a la mar Negra, que envolta la ciutat de Bartin. És a l'est des de la província de Zonguldak. La ciutat de Bartın conté un cert nombre de cases de fusta molt velles que ja no es troben en altres llocs. A la província de Bartın trobem l'antiga ciutat portuària d'Amasra. Aquesta ciutat és en dues petites illes fortificades i conté molts antics edificis interessants i restaurants. La província de Bartın es divideix en 4 districtes: Amasra, Bartın (districte de la capital), Kurucaşile i Ulus.

## Enllaços externs

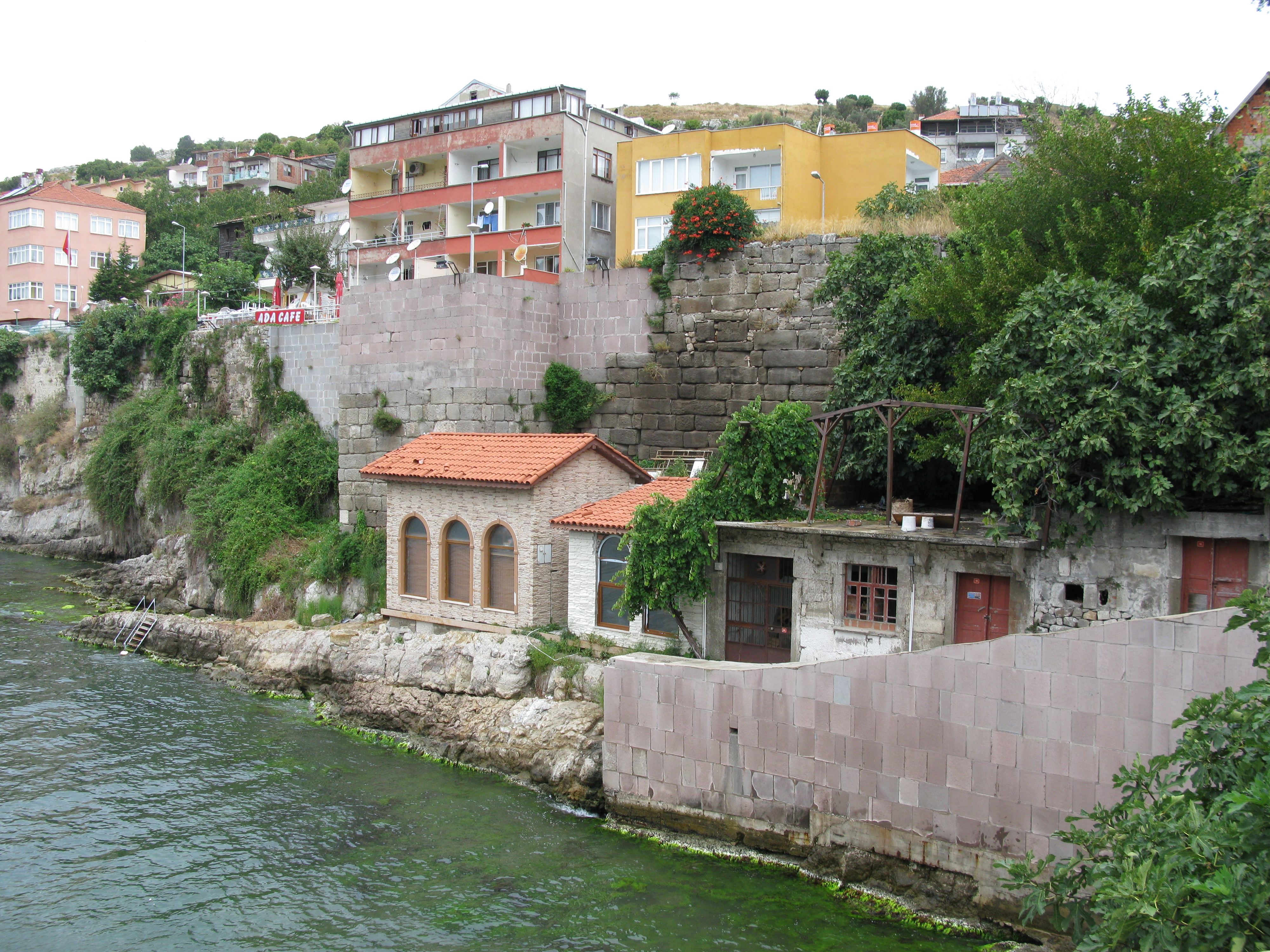
Amasra, vista des del pont
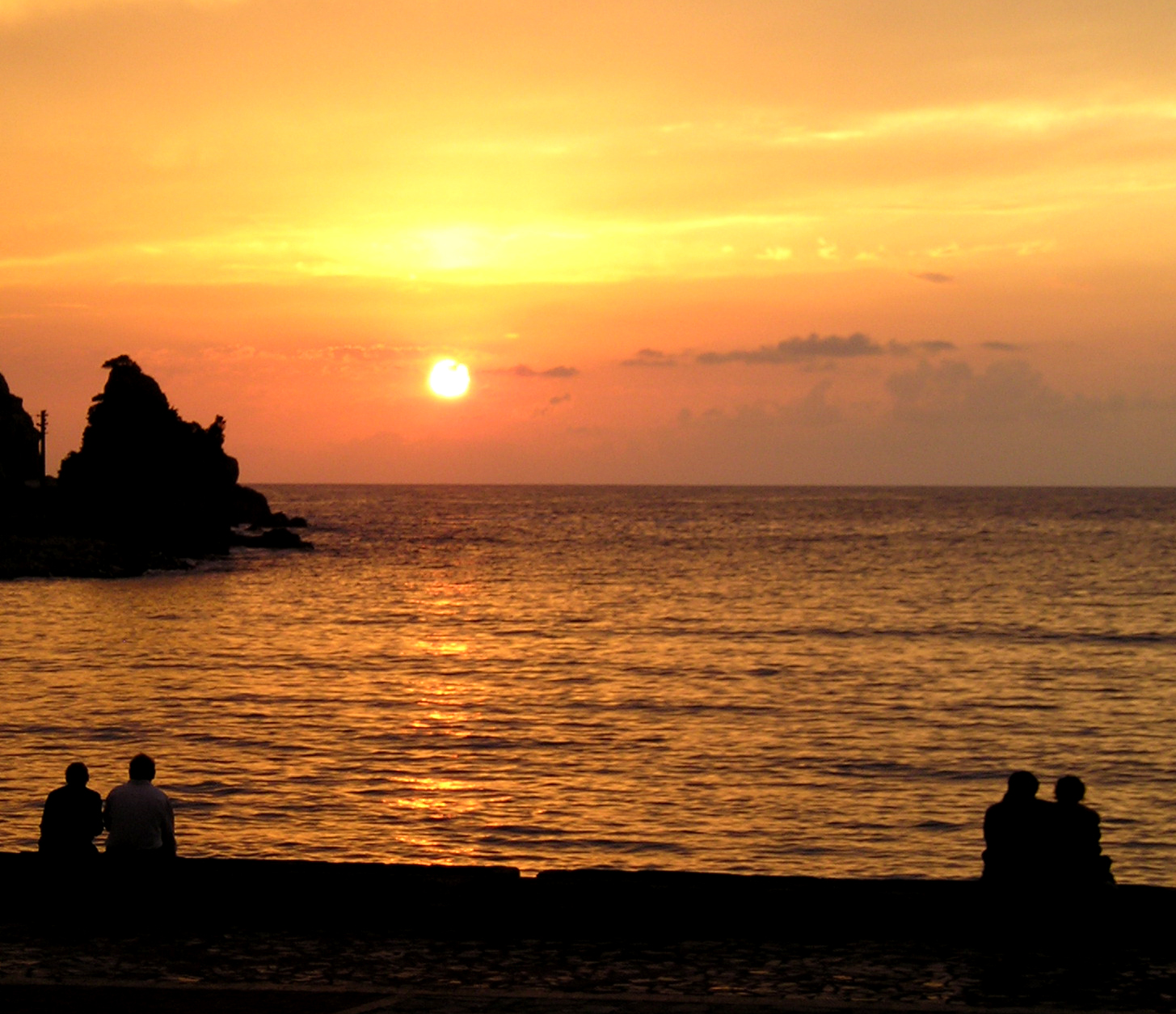
Posta de sol a Amasra
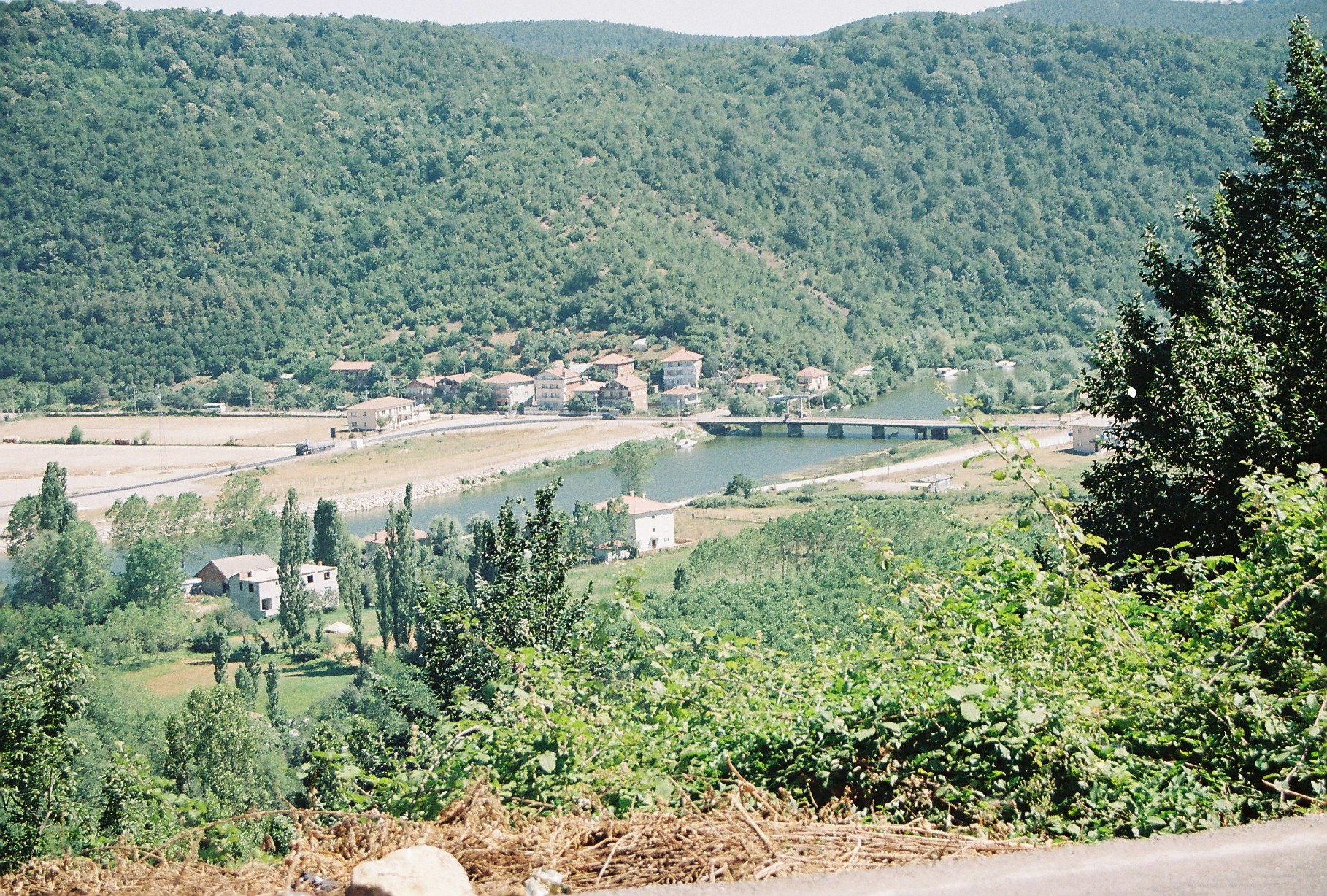
Riu Bartın, prop de la Mar Negra